# Fontanès (Loire)
Fontanès is een gemeente in het Franse departement Loire (regio Auvergne-Rhône-Alpes) en telt 607 inwoners (2005). De plaats maakt deel uit van het arrondissement Saint-Étienne.

## Geografie
De oppervlakte van Fontanès bedraagt 6,6 km², de bevolkingsdichtheid is 92,0 inwoners per km².
De onderstaande kaart toont de ligging van Fontanès (Loire) met de belangrijkste infrastructuur en aangrenzende gemeenten.

## Demografie
Onderstaande figuur toont het verloop van het inwonertal (bron: INSEE-tellingen).